# Charles-Ferdinand Ramuz
Charles-Ferdinand Ramuz, född 24 september 1878 i Lausanne, död 24 maj 1947 i Pully, var en schweizisk franskspråkig författare.
Efter avslutade studier i språk och litteraturhistoria bodde Ramuz i Paris under tolv år efter sekelskiftet. Han arbetade därefter i födelsestaden Lausanne som redaktör för tidskriften Au jour-d'hui. Ramuzs berättelser utspelar sig ofta i Rhônedalen och har en kristet religiös och poetisk stämning. Han var god vän med Alfred Ernest Peter.